# Соловьёв, Николай Николаевич (дипломат)
Никола́й Никола́евич Соловьёв (29 ноября 1931 — 29 сентября 1998) — советский, российский дипломат, чрезвычайный и полномочный посол.

## Биография
Окончил МГИМО в 1957 году.
- В 1957—1958 годах — сотрудник центрального аппарата МИД СССР.
- В 1958—1961 годах — сотрудник посольства СССР в Японии.
- В 1961—1966 годах — сотрудник центрального аппарата МИД СССР.
- В 1966—1971 годах — сотрудник посольства СССР в Японии.
- В 1971—1974 годах — сотрудник центрального аппарата МИД СССР.
- В 1974—1976 годах — заместитель заведующего II Дальневосточным отделом МИД СССР.
- В 1976—1986 годах — заведующий II Дальневосточным отделом МИД СССР.
- С 13 мая 1986 по 7 августа 1990 года — чрезвычайный и полномочный посол СССР в Японии[1].
- С 7 августа 1990 по 24 января 1992 года — чрезвычайный и полномочный посол СССР и России в Китае[2].
- В 1992—1995 годах — директор Второго департамента Азии МИД России[3].
- С 13 сентября 1995 по 29 сентября 1998 года — чрезвычайный и полномочный посол России в Индонезии и в Папуа-Новой Гвинее и Кирибати по совместительству[4].

В 1990—1991 годах являлся членом Центральной контрольной комиссии КПСС.

## Награды и премии
- Орден Дружбы народов
- Орден «Знак Почёта»
- Медаль «В память 850-летия Москвы»
- Юбилейная медаль «За доблестный труд. В ознаменование 100-летия со дня рождения В. И. Ленина»
- Медаль «Ветеран труда»

## Семья
Был женат. Сын и дочь.